# 丹尼斯·伊斯托明
丹尼斯·奥列格维奇·伊斯托明（1986年9月7日—），烏茲別克职业网球运动员，最高世界排名為第33（2012年8月13日），目前他的世界排名為第60，他的教練是他的母親KLAUDIYA ISTOMINA。

## 職業生涯

### 2005年
他進入ATP世界排名前200，年終排名為196。

### 2006年
澳網，他收到外卡，不過在第一輪被世界第一瑞士球王羅傑·費德勒直落三盤橫掃出局。
他一整年的排名維持在前200，在5月1日世界排名達到新高為186。

### 2007年
他一整年的表現稍微下滑，年終世界排名滑落到200名外，不過仍收到隔年2008年澳網的外卡。
他在雙打方面有較好的表現，在2007年6月18日他的雙打排名達到新高為157。

### 2008年
澳網，他以外卡的身份，進入會內賽，不過他第二輪遭到地主好主兼前世界第一萊頓·休伊特以四盤比分擊敗。
在後來的挑戰賽取得一系列的勝利，他的年終排名為105。

### 2009年
澳網，他再一次收到外卡，第一輪他以6-2, 7-5, 6-4直落三盤擊敗美國老將文斯·斯佩迪亞，但是在第二輪遭到法國好手里夏尔·加斯凯以直落三盤淘汰出局。
不過，他在接下來的賽事，成績有了較大突破，在世界排名在7月達到新高為56。
美網，他有了不錯的表現，他打進第三輪，在第三輪遭到16種子克羅埃西新秀馬林·西利奇以直落三盤淘汰出局。

### 2010年
澳網，他首次打進第三輪，不過卻遭到世界第三喬科維奇以6-1, 6-1, 6-2直落三盤淘汰出局。
溫網，他首次打進第三輪，雖然先取得盤數2-1領先，不過卻遭到捷克好手貝爾迪赫逆轉淘汰出局。
美網，第二輪遭到世界第一納達爾以6-2, 7-65, 7-5直落三盤淘汰出局，其中在第二盤搶七決勝局中，曾二破納達爾發球分，以5-1領先，但之後一分未得，而喪失追平盤數的大好機會。

### 2017年
澳網，他於第二輪，與世界第二兼衛冕冠軍喬科維奇激戰五盤，最终以710-68, 5-7, 2-6, 7-65, 6-4淘汰喬科維奇，第三次打進第三輪。

## 參看
- 2009年澳大利亚网球公开赛
- 2009年美國網球公開賽
- 2010年溫布頓網球錦標賽

## 外部連結
- 丹尼斯·伊斯托明（英文/西班牙文）的官方資料
- 丹尼斯·伊斯托明的國際網球總會 職業／青少年 官方資料（英文）
- 丹尼斯·伊斯托明的官方資料（英文）